# Karol Marian O’Rourke
Karol Marian Aleksander O’Rourke, także: O’Rourke of Cloncorrick, wymowa o’ro:rk, ur. 23 października 1861 we Wsielubiu k. Nowogródka, zm. 1946 w Straszewie – rosyjski hrabia, szambelan papieski, filantrop, filister korporacji akademickiej Konwent Polonia.

## Życiorys
Był synem Aleksandra Patryka Felicjana Korneliusza Teofila O’Rourke (1821–1888), właściciela Wsieluba, rotmistrza armii carskiej oraz Teofili Skarbek-Kruszewskiej (zm. 1873). Ożenił się z Marią z hr. Tyszkiewiczów (zm. 1926 w Warszawie).
Na początku XX w. Karol Marian O’Rourke był właścicielem ziemskim na rodzinnym Wsielubiu koło Nowogródka. Żył bardzo skromnie. Hojnie wynagradzał swoją służbę dworską, leśniczych, gajowych. Pomagał biednym i uczącej się młodzieży, między innymi Michałowi Wilniewczycowi – późniejszemu społecznikowi i opiekunowi polskich sierot w Nowej Zelandii. Był ojcem chrzestnym wielu mieszkańców okolicy. Miał na utrzymaniu starsze bezdomne kobiety.
W czasie dwudziestolecia międzywojennego mieszkał głównie we Wsielubiu, gdzie na wiosnę r. 1939 udzielił gościny stryjecznemu bratu, byłemu biskupowi gdańskiemu Edwardowi O’Rourke’mu. Po inwazji sowieckiej we wrześniu 1939 r. był prześladowany przez władze komunistyczne, aresztowany przez NKWD i na wozie przewieziony do więzienia w Nowogródku. Następnie przebywał w więzieniu w Mińsku, skąd dzięki staraniom biskupa Edwarda u władz niemieckich (Niemcy byli w sojuszu z sowietami do 1941 r.) został zwolniony. Potem przebywał jakiś czas w Nałęczowie, a po wojnie w Straszewie u ks. Piotra Wilniewczyca na plebanii, gdzie w maju 1946 r. zmarł bezpotomnie. Został pochowany w Aleksandrowie Kujawskim. Na jego mogile wystawił pomnik ks. Piotr Wilniewczyc, podopieczny hrabiego.
Linia katolicka O’Rourke’ów przetrwała (Wincenty, bratanek biskupa Edwarda, żonaty z Elżbietą z Niezabytowskich, osiadł po II wojnie światowej w Kanadzie), a zrusyfikowana, prawosławna linia Jerzego Maurycego w Petersburgu.

## Historia rodu O’Rourke of Cloncorrick
Zasugerowano, aby wydzielić z tego artykułu fragmenty do artykułu O’Rourke of Cloncorrick.  (dyskusja)
Rodzina O’Rourke to stara szlachta irlandzka z korzeniami z IX wieku. Pierwotne nazwisko brzmiało O’Ruairc, z celtyckiego: O’ – „potomek”, i staronordyjkiego (wikingowskiego): Ruarc lub Ruadhrac (zob. niemiecki Roderick) – „słynny król”, czyli „potomek słynnego króla”. Po zdławieniu powstań irlandzkich przez Anglików, w czasie których wielu potomków rodu O’Rourke oddało życie – np. za czasów królowej Elżbiety I Sir Brian-na-Murtha-O’Rourke of West Breifne, zgładzony w londyńskiej Tower w r. 1591 – wielu Irlandczyków opuściło swój kraj. Następna fala emigracji miała miejsce w r. 1688, po niudanej próbie króla Jakuba II odzyskania tronu angielskiego; wśród zwolenników Stuartów, którzy udali się na wygnanie, znajdował się również Brian O’Rourke Młodszy, krewny powyższego, który zaciągnął się do armii francuskiej.
Dwaj wnukowie Briana, synowie oficera francuskiego Owena O’Rourke of Cloncorrick i Mary z O’Beirne’ów, John i Cornelius, przeszli do służby rosyjskiej: John był najpierw rosyjskim oficerem kawalerii, potem, po osiedleniu się w Nancy, szambelanem króla Stanisława Leszczyńskiego, teścia króla Francji Ludwika XV. Na starość powrócił do Anglii i zmarł bezdzietnie w Londynie w r. 1786. Cornelius (ur. 1736, żonaty z hr. Martą Stuart ur. 1741) pozostał w służbie rosyjskiej, brał udział w walkach przeciwko konfederatom barskim, w wojnie siedmioletniej i walkach na Kaukazie w latach 80. XVIII wieku. Mianowany hrabią, zakończył karierę jako komendant Dorpatu i generał-major. Zmarł w r. 1800. Od Corneliusa wywodzą się dwie linie O’Rourków: ewangelicka, zniemczona, później (poprzez małżeństwa z Rosjankami) zrusyfikowana linia Jerzego Maurycego (zm. 1818), osiadła w Inflantach, która uzyskała w r. 1818 indygenat inflancki, i katolicka, litewska i spolonizowana linia rosyjskiego generała kawalerii Józefa Korneliusza O’Rourke (1779–1849), właściciela Wsieluba koło Nowogródka, żonatego z Amelią Piławską, córką Felicjana, ostatniego starosty Łucka. Karol Marian O’Rourke był wnukiem Józefa po najstarszym synu Aleksandrze Patryku, biskup gdański Edward O’Rourke kuzynem Karola, wnukiem po najmłodszym synu Michale Łazarzu.